# Kim Andersen
Kim Andersen (* Malling, 10 de fevereiro de 1958). É um exciclista dinamarquês, profissional entre 1980 e 1992, cujos maiores sucessos desportivos conseguiu-os no Tour de France onde conseguiu 1 vitória de etapa na edição de 1983, e na Volta a Espanha onde obteve 1 vitória de etapa na edição de 1981.
Depois de sua retirada como ciclista profissional seguiu vinculado ao ciclismo como director desportivo de várias equipas, entre eles o Team Saxo Bank e atualmente na equipa Leopard Trek.

## Palmarés
| - 1981 - 1 etapa da Volta a Espanha - Grande Prêmio de Cannes - 1982 - 1 etapa da Volta aos Países Baixos - 1 etapa dos Quatro Dias de Dunquerque - 1 etapa do Grande Prêmio de Midi Livre - 1 etapa do Tour de l'Aude - 1983 - 1 etapas do Tour de France - Volta à Dinamarca, mais 2 etapas - Grande Prêmio do Mónaco - Troféu dos Escaladores - 1984 - Flecha Valona - Volta à Dinamarca, mais 2 etapas - Tour de Limusino, mais 1 etapa - 1 etapa dos Quatro Dias de Dunquerque - Grande Prêmio de Isbergues | - 1985 - 1 etapa da Volta à Dinamarca - 1986 - Paris-Camembert - 1 etapa da Volta à Irlanda - 1987 - Campeonato da Dinamarca em Estrada - Volta à Dinamarca - Paris-Bourges, mais 2 etapas - 1 etapa do Tour de Limusino - 1 etapa da Estrela de Bessèges - 1990 - Grande Prêmio Cholet-Pays de Loire - 1 etapa da Volta à Suíça - 1 etapa do Tour de Vaucluse - 1991 - Grande Prêmio da Villa de Rennes - Tour Poitou-Charentes, mais 1 etapa |